# 栄養分析表
栄養分析表（えいようぶんせきひょう）は、日本共産党が非合法軍事組織の確立に向けて1951年10月に発行したとされる爆弾等の製造方法を記した教本である。

## 概要
徳田球一らが北京に亡命して指導していた「日本共産党臨時中央指導部」は1951年、第5回全国協議会（五全協）において「軍事方針」と呼ばれる武装闘争路線を採り、軍事委員会を設け中核自衛隊や遊撃行動隊などの武装組織をつくり、全国で派出所襲撃、火炎瓶闘争などの暴力的破壊活動を行った。
本書はこれらの組織に向けて、破壊活動に使用する時限爆弾やラムネ弾、火炎手榴弾、タイヤパンク器などの製造方法を伝えるために発行されたものであり、当局の目を逃れるため書名を『栄養分析表』とし、発行元の名を「厚生省衛生試験所」と偽って発行した。
序文である「この資料の取り扱いについて」では「われわれの軍事科学を発展させ、広汎強力な国民武装を実現するためには、大衆の無限の創意創造に学ぶと同時に、秀れた科学者や技術者による独自の研究と準備を怠ってはならない。この両者が完全に統一結合されてこそ、我々の軍事科学は正しく発展し、敵にうちかつ国民武装を作り上げることができる。」と述べている。
本書は大学生協などでも売られていたとされ、1955年に日本共産党が六全協（第6回全国協議会）で武装闘争を放棄した後も、反政府活動を行った非共産党系革命諸組織において武器製造の参考書籍とされて盛んに復刻された。
日本共産党が出したとされる同様の性質をもつ文書として『工学便覧』『料理献立表』『Vノート』『ビタミン療法』等と称されるものがある他、中核自衛隊の組織と戦術を記した秘密文書『球根栽培法』がある。